# Ostrów (rejon szeptycki)
Ostrów (ukr. Острів) – wieś na Ukrainie, w rejonie szeptyckim obwodu lwowskiego. Położona przy ważnej linii kolejowej Rawa Ruska-Szeptycki (Czerwonogród), nad Sołokiją. Wieś liczy około 1600 mieszkańców.
Do 2024  w rejonie czerwonogrodzkim.
Znajduje się tu przystanek kolejowy Ostrów, położony na linii Rawa Ruska – Czerwonogród.

## Historia
W II Rzeczypospolitej do 1934 samodzielna gmina jednostkowa. Następnie należała do zbiorowej wiejskiej gminy Krystynopol w powiecie sokalskim w woj. lwowskim.  

W 1939 r. wieś liczyła ok. 2000 mieszkańców, z których prawie 80% było Polakami. W wyniku paktu Ribbentrop - Mołotów wieś została podzielona linią graniczną. Z części, która przypadła ZSRR Polaków wywieziono 10 lutego 1940 na Syberię, gdzie wielu z nich zmarło.  31 marca 1944 roku kureń UPA "Hałajda" zamordował w Ostrowie 76 Polaków. Łącznie w latach 1944 - 1946  nacjonaliści ukraińscy z OUN - UPA zamordowali tutaj 112 Polaków, rabując i paląc polskie zagrody. 
Po wojnie wieś weszła w skład powiatu hrubieszowskigo w woj. lubelskim. W 1951 roku wieś wraz z całym obszarem gminy Krystynopol została przyłączona do Związku Radzieckiego w ramach umowy o zamianie granic z 1951 roku.

## Urodzeni w Ostrowie
- Jan Rogowski (1894–1980) – podporucznik piechoty Wojska Polskiego, Związku Walki Zbrojnej i Armii Krajowej
- Zygmunt Siewiński (1895–1940) – major taborów Wojska Polskiego